# ميخوط ذنبي
ميخوط ذنبي (الاسم العلمي:Myxobolus caudatus) هو نوع من المواخط يتبع جنس الميخوط من الفصيلة الميخوطية.